# Доротей Евелпидис
Вижте пояснителната страница за други личности с името Доротей.
Доротей (на гръцки: Δωρόθεος, Доротеос) е православен духовник, митрополит на Вселенската патриаршия.

## Биография
Роден е със светското име Димитриос Евелпидис (Δημήτριος Ευελπίδης) във витинското градче Рисио, Халкидонска епархия. В Рисио учител му е ватопедският монах Паисий Калидахос, който в 1846 година го изпраща да учи в Халкинската семинария. В 1851 година завършва семинарията и в същата година се заномашва във Ватопедския манастир под старчеството на Паисий и става главен секретар на манастира. В 1852 година става директор на Атониадата след Вартоломей с помощник Амвросий Пантократоринос. В Атониадата преподава три години - първите две с Амвросий, а третата сам. На 17 март 1854 година приема в Атониадата в Карея бунтовниците на Цамис Каратасос. От 1855 година е преподавател в Халкинската семинария. В 1857 година е ръкоположен за архимандрит и е назначен за екзарх на манастира в бесарабските му метоси, наследявайки архимандрит Йоаникий Кипърец. В 1871 г. е назначен за директор на Търговското училище на Халки. В 1871 - 1874 година е велик протосингел на Вселенската патриаршия.
На 18 април 1874 година е избран за корчански митрополит. Ръкоположен е на 23 апри 1874 година в патриаршеската катедрала „Света Георги“ във Фенер от патриарх Йоаким II Константинополски в съслужение с Никодим Кизически, Григорий Търновски, Методий Митилински, Хрисант Анкарски, Антим Маронийски, Йоаким Лемноски, Мелетий Рашкопризренски и Антим Белградски. При управлението му към титлата на корчанския митрополит е прибавано и „ипертим и екзарх на Горна Македония“ (υπερτίμου και εξάρχου Άνω Μακεδονίας). На 8 май 1875 година, докато пътува от Тепелена за Пърмет, е отнесен от придошлата река Аоос.
Пише и издава коментари върху „Слова за свещеничеството“ на Йоан Златоуст, както и биография на светеца, която се смята за най-добра през XIX век.